# Postville (Iowa)
Postville es una ciudad ubicada en el condado de Allamakee en el estado estadounidense de Iowa. En el Censo de 2010 tenía una población de 2227 habitantes y una densidad poblacional de 407,51 personas por km².

## Geografía
Postville se encuentra ubicada en las coordenadas 43°5′2″N 91°34′6″O / 43.08389, -91.56833. Según la Oficina del Censo de los Estados Unidos, Postville tiene una superficie total de 5.46 km², de la cual 5.46 km² corresponden a tierra firme y (0%) 0 km² es agua.

## Demografía
Según el censo de 2010, había 2227 personas residiendo en Postville. La densidad de población era de 407,51 hab./km². De los 2227 habitantes, Postville estaba compuesto por el 77.01% blancos, el 4.45% eran afroamericanos, el 0.58% eran amerindios, el 0.99% eran asiáticos, el 0.67% eran isleños del Pacífico, el 14.32% eran de otras razas y el 1.98% pertenecían a dos o más razas. Del total de la población el 32.02% eran hispanos o latinos de cualquier raza.